# Лукао (игрок в пляжный футбол)
Лукас Тадеу Азеведу Араужо (порт. Lukas Tadeu Araujo Azevedo; род. 4 августа 1991, Рио-де-Жанейро) — бразильский игрок в пляжный футбол. Выступал за сборную Бразилии. Чемпион мира 2017 года.

## Биография
На клубном уровне в Бразилии выступал за «Васко да Гама» из Рио-де-Жанейро. За рубежом защищал цвета итальянских клубов «Катания» и «Наполи», а также португальской «Браги», израильского «Маккаби» из Нетаньи и турецкого «Омерогуллары Эрджишспор». В России Джонатан впервые выступил в 2014 году в составе «Ротора-Волгоград». Впоследствии Лукао играл за «Джокер», «Локомотив», «Крылья Советов» и ЦСКА.
Начал играть за сборную Бразилию в 2013 году. В этом году в составе команды стал победителем Кубка Сан-Луиса и Кубка наций. В следующем году победил на Кубке Америки. Впервые на чемпионате мира сыграл в 2017 году на турнире, прошедшем на Багамских Островах, где в составе команды стал победителем мундиаля. Впоследствии играл на чемпионатах мира 2019 и 2021 годов, однако бразильцы на этих соревнованиях оказывались вне призовых мест.

## Достижения
Клубные
- Чемпион России: 2014 (Ротор-Волгоград), 2017 (Локомотив)
- Бронзовый призёр чемпионата России: 2016 (Локомотив), 2019 (Крылья Советов)
- Победитель Кубка России: 2014 (Ротор-Волгоград), 2016 (Локомотив)
- Бронзовый призёр Кубка России: 2017 (Локомотив)
- Серебряный призёр Клубного Мундиалито: 2015 (Васко да Гама), 2019 (Катания)
- Бронзовый призёр Клубного Мундиалито: 2020 (Локомотив), 2021 (Васко да Гама)
- Серебряный призёр Кубка европейских чемпионов: 2021 (Брага)
- Бронзовый призёр Кубка европейских чемпионов: 2017 (Локомотив)
- Победитель Московского международного кубка: 2022 (ЦСКА)
- Финалист Московского международного кубка: 2023 (ЦСКА)
- Победитель Кубка чемпионов мира: 2023 (Наполи)
- Победитель Кубка Либертадорес: 2017 (Васко да Гама)
- Чемпион Бразилии: 2017 (Васко да Гама)
- Победитель Кубка Бразилии: 2014 (Васко да Гама)
- Победитель Лиги Кариока: 2014 (Васко да Гама)
- Чемпион Португалии: 2021 (Брага)
- Победитель Кубка Португалии: 2021 (Брага)
- Вице-чемпион Израиля: 2019 (Маккаби)
- Бронзовый призёр чемпионата Турции: 2022 (Омерогуллары Эрджишспор)

Сборная
- Чемпион мира: 2017
- Победитель Мундиалито: 2016
- Победитель Межконтинентального кубка: 2016, 2017
- Бронзовый призёр Межконтинентального кубка: 2018
- Победитель Всемирных пляжных игр: 2019
- Победитель Кубка Америки: 2016
- Победитель Южноамериканского кубка: 2016

Индивидуальные
- Лучший бомбардир Мундиалито: 2016
- Лучший бомбардир Кубка Евразии: 2018
- Лучший игрок Кубка Евразии: 2018
- Лучший бомбардир Клубного Мундиалито: 2015, 2019
- Лучший игрок чемпионата России: 2019
- Лучший игрок Кубка России: 2016
- Лучший бомбардир Кубка России: 2016
- Лучший бомбардир чемпионата Португалии: 2021
- Лучший игрок Кубка чемпионов мира: 2023
- Лучший игрок Кубка Бразилии: 2014[3]
- Лучший бомбардир Лиги Кариока: 2014[4]
- Лучший бомбардир чемпионата Израиля: 2019
- Лучший бомбардир чемпионата Турции: 2022